# 市镇 (瑞士)

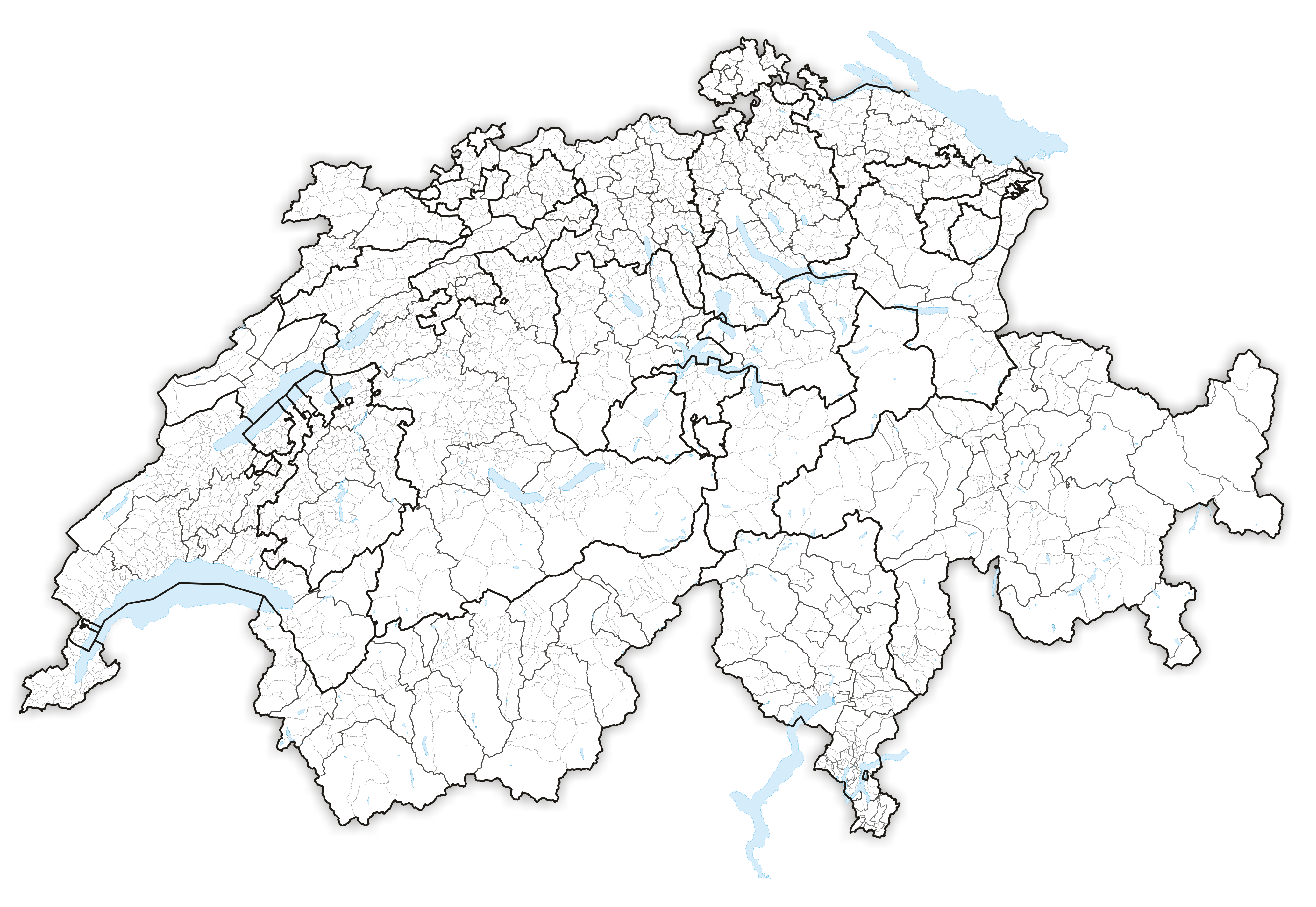
瑞士市镇划分略图

市镇（德語：Gemeinde，亦称 或 ）是瑞士联邦最小级别的行政单位。截至2024年1月1日，全国共有2131个市镇。在这些市镇中，面积最大的是瓦莱州的巴涅（Bagnes），达282平方公里；面积最小的是提契诺州的蓬泰特雷薩（Ponte Tresa），只有0.28平方公里。人口最多的是苏黎世（Zürich），达约40万人；人口最少的是索洛图恩州的卡默斯罗尔（Kammersrohr），只有32人（2012年）。
瑞士各市镇的平均人口数为2850人。其中5个市镇的人口超过10万。人口超过1万人的市镇可以定义为城市。